# A magyar labdarúgó-válogatott 2023. szeptember 10-i mérkőzése
Ez volt a magyar labdarúgó-válogatottnak a 2023-as évben a hatodik mérkőzése, 2023. szeptember 10-én, a Csehország válogatottja ellenfeleként, amely egyúttal a magyar labdarúgó-válogatott 982. hivatalos mérkőzése volt. A mérkőzés napján mind a magyar, mind a cseh válogatott szabadnapos volt a 2024-es labdarúgó-Európa-bajnokság európai selejtezőjének hatodik fordulójában. A mérkőzés végeredménye 1–1 lett.

## Előzmények
A magyar labdarúgó-válogatottnak a cseh nemzeti együttes elleni eddigi 9 összecsapásából 4 végződött magyar, 2 cseh győzelemmel, a 3 döntetlen mellett. 
Legutóbb 10 évvel ezelőtt, 2013. augusztus 14-én csaptak össze a felek Budapesten, a mérkőzés 1–1-es döntetlennel ért véget, Libor Kozák vezető találatát Dzsudzsák Balázs egyenlítette ki büntetőből.

## Örökmérleg a mérkőzés előtt
| Sorszám | Időpont     | Helyszín | Eredmény  | Kiírás        |
| ------- | ----------- | -------- | --------- | ------------- |
| 1/2     | 1903.04.05. | Budapest | 2–1 (1–1) | felkészülési  |
| 2/8     | 1906.04.01. | Budapest | 1–1 (0–0) | felkészülési  |
| 3/9     | 1906.10.07. | Prága    | 4–4 (1–1) | felkészülési  |
| 4/11    | 1907.04.07. | Budapest | 5–2 (1–2) | felkészülési  |
| 5/13    | 1907.10.06. | Prága    | 3–5 (3–2) | felkészülési  |
| 6/15    | 1908.04.05. | Budapest | 5–2 (1–0) | felkészülési  |
| 7/759   | 2002.02.12. | Lárnaka  | 0–2 (0–1) | Ciprusi-torna |
| 8/868   | 2012.06.01. | Prága    | 2–1 (1–1) | felkészülési  |
| 9/880   | 2013.08.14. | Budapest | 1–1 (0–1) | felkészülési  |

| Magyarország |           | Csehország |
| ------------ | --------- | ---------- |
| 4            | Győzelem  | 2          |
| 3            | Döntetlen | 3          |
| 23           | Gólok     | 19         |
| 15/27        | Pontok    | 9/27       |
| 55,5%        | %         | 33,3%      |

Jelölések
- Az eredmények magyar szempontból értendők.
- Tétmérkőzés

Források: , 

## Helyszín
A találkozó Budapesten, a Puskás Arénában került megrendezésre. Az MLSZ (Magyar Labdarúgó-szövetség) közleménye szerint egy órával a mérkőzés kezdése előtt az összes belépő elkelt, teltház lesz a találkozón.

## Játékvezető
A találkozó játékvezetője a 37 éves horvát Igor Pajač volt. Pajač fújta már a sípot magyar érdekeltségű mérkőzésen, mégpedig 2021-ben a Fehérvár az örmény Ararat Jerevan elleni Európa-konferencialiga-selejtezőjét, amikor a székesfehérvári alakulat idegenben 2–0-ra kikapott  és 3–1-es összesítéssel kiesett a sorozatból. A Transfermarkt statisztikái alapján a mostani szezonban 2 UEFA Bajnokok Ligája és 1 UEFA Európa Konferencia Liga mérkőzést vezetett. Érdekesség, hogy ez utóbbi az a találkozó volt, melyen a Debreceni VSC-t 5–0-s összesítéssel búcsúztató Rapid Wien volt a Fiorentina ellenfele. 2022-ben ő fújta a sípot a Feröer Szigetek–Litvánia Nemzetek Ligája, valamint 2023-ban a Málta–Anglia Európabajnoki-selejtező mérkőzéseken.
A zágrábi születésű játékvezető munkáját a szintén horvát, Ivan Mihalj valamint Kristijan Novosel, míg negyedik játékvezetőként Patrik Kolaric segítette.

## Keretek
megjegyzés: A táblázatokban szereplő adatok a mérkőzés előtti állapotnak megfelelőek.
A magyar válogatottba a 2023. szeptember 7-i Szerbia elleni Európa-bajnoki selejtezőmérkőzésre és a szeptember 10-i Csehország elleni felkészülési találkozóra a következő játékosok kaptak meghívást.
| Magyarország                         | Magyarország                         | Magyarország                         | Magyarország                         | Magyarország                         | Magyarország                         | Magyarország                         | Magyarország  |
| Poszt                                | Név                                  | Születési idő és életkor             | Vál.                                 | Gól                                  | Klub                                 | Utolsó válogatottság                 | Érték*        |
| ------------------------------------ | ------------------------------------ | ------------------------------------ | ------------------------------------ | ------------------------------------ | ------------------------------------ | ------------------------------------ | ------------- |
| K                                    | Gulácsi Péter                        | 1990. május 6. (33 évesen)           | 51                                   | 0                                    | RB Leipzig                           | 2022.09.26-án Olaszország ellen      | 5.000.000 €   |
| K                                    | Demjén Patrik                        | 1998. március 22. (25 évesen)        | 0                                    | 0                                    | MTK                                  | —                                    | 550.000 €     |
| K                                    | Dibusz Dénes                         | 1990. november 16. (32 évesen)       | 29                                   | 0                                    | Ferencváros                          | 2023.09.07-én Szerbia ellen          | 2.800.000 €   |
| K                                    | Szappanos Péter                      | 1990. november 14. (32 évesen)       | 1                                    | 0                                    | Paksi FC                             | 2022.11.20-án Görögország ellen      | 500.000 €     |
| V                                    | Balogh Botond                        | 2002. június 6. (21 évesen)          | 1                                    | 0                                    | Parma                                | 2021.11.12-én San Marino ellen       | 750.000 €     |
| V                                    | Fiola Attila                         | 1990. február 17. (33 évesen)        | 53                                   | 2                                    | Fehérvár FC                          | 2023.09.07-én Szerbia ellen          | 500.000 €     |
| V                                    | Lang Ádám                            | 1993. január 17. (30 évesen)         | 60                                   | 1                                    | Omónia                               | 2023.09.07-én Szerbia ellen          | 700.000 €     |
| V                                    | Orbán Willi                          | 1992. november 3. (30 évesen)        | 42                                   | 6                                    | RB Leipzig                           | 2023.09.07-én Szerbia ellen          | 10.000.000 €  |
| V                                    | Szalai Attila                        | 1998. január 20. (25 évesen)         | 36                                   | 1                                    | Hoffenheim                           | 2023.09.07-én Szerbia ellen          | 14.000.000 €  |
| V                                    | Szalai Gábor                         | 2000. június 9. (23 évesen)          | 0                                    | 0                                    | Kecskeméti TE                        | —                                    | 500.000 €     |
| V                                    | Mocsi Attila                         | 2000. május 29. (23 évesen)          | 0                                    | 0                                    | Rizespor                             | —                                    | 750.000 €     |
| KP                                   | Kerkez Milos                         | 2003. november 7. (19 évesen)        | 9                                    | 0                                    | Bournemouth                          | 2023.09.07-én Szerbia ellen          | 15.000.000 €  |
| KP                                   | Kata Mihály                          | 2002. április 13. (21 évesen)        | 1                                    | 0                                    | MTK                                  | 2023.09.07-én Szerbia ellen          | 400.000 €     |
| KP                                   | Nagy Ádám                            | 1995. június 17. (28 évesen)         | 72                                   | 1                                    | Pisa                                 | 2023.09.07-én Szerbia ellen          | 1.700.000 €   |
| KP                                   | Nego Loïc                            | 1991. január 15. (32 évesen)         | 28                                   | 2                                    | Le Havre                             | 2023.09.07-én Szerbia ellen          | 1.000.000 €   |
| KP                                   | Callum Styles                        | 2000. március 28. (23 évesen)        | 13                                   | 0                                    | Barnsley                             | 2023.09.07-én Szerbia ellen          | 3.500.000 €   |
| KP                                   | Szuhodovszki Soma                    | 1999. december 30. (23 évesen)       | 0                                    | 0                                    | Kecskeméti TE                        | —                                    | 425.000 €     |
| KP                                   | Kalmár Zsolt                         | 1995. június 9. (28 évesen)          | 32                                   | 3                                    | Fehérvár FC                          | 2023.06.17-én Montenegró ellen       | 1.000.000 €   |
| CS                                   | Ádám Martin                          | 1994. november 6. (28 évesen)        | 15                                   | 2                                    | Ulszan Hyundai                       | 2023.09.07-én Szerbia ellen          | 1.000.000 €   |
| CS                                   | Csoboth Kevin                        | 2000. június 20. (23 évesen)         | 4                                    | 0                                    | Újpest                               | 2023.09.07-én Szerbia ellen          | 850.000 €     |
| CS                                   | Gazdag Dániel‡                       | 1996. március 2. (27 évesen)         | 20                                   | 4                                    | Philadelphia Union                   | 2023.06.20-án Litvánia ellen         | 8.000.000 €   |
| CS                                   | Horváth Krisztofer                   | 2002. január 8. (21 évesen)          | 0                                    | 0                                    | Kecskeméti TE                        | —                                    | 600.000 €     |
| CS                                   | Sallai Roland                        | 1997. május 22. (26 évesen)          | 43                                   | 10                                   | Freiburg                             | 2023.09.07-én Szerbia ellen          | 10.000.000 €  |
| CS                                   | Szoboszlai Dominik                   | 2000. október 25. (22 évesen)        | 33                                   | 7                                    | Liverpool                            | 2023.09.07-én Szerbia ellen          | 50.000.000 €  |
| CS                                   | Varga Barnabás                       | 1994. október 25. (28 évesen)        | 4                                    | 2                                    | Ferencváros                          | 2023.09.07-én Szerbia ellen          | 900.000 €     |
| Játékosok értéke összesen:           | Játékosok értéke összesen:           | Játékosok értéke összesen:           | Játékosok értéke összesen:           | Játékosok értéke összesen:           | Játékosok értéke összesen:           | Játékosok értéke összesen:           | 130.425.000 € |
| A keret átlagéletkora:               | A keret átlagéletkora:               | A keret átlagéletkora:               | A keret átlagéletkora:               | A keret átlagéletkora:               | A keret átlagéletkora:               | A keret átlagéletkora:               | 26,7 év       |
| A keret átlag válogatottságok száma: | A keret átlag válogatottságok száma: | A keret átlag válogatottságok száma: | A keret átlag válogatottságok száma: | A keret átlag válogatottságok száma: | A keret átlag válogatottságok száma: | A keret átlag válogatottságok száma: | 21,0          |
| Szövetségi kapitány: Marco Rossi     |                                      |                                      |                                      |                                      |                                      |                                      |               |

‡Gazdag Dániel térdsérülés miatt nem csatlakozott a nemzeti csapat keretéhez.
A cseh válogatott Albánia és Magyarország ellen készülő kerete.
| Csehország                            | Csehország                           | Csehország                           | Csehország                           | Csehország                           | Csehország                           | Csehország                           | Csehország    |
| Poszt                                 | Név                                  | Születési idő és életkor             | Vál.                                 | Gól                                  | Klub                                 | Utolsó válogatottság                 | Érték*        |
| ------------------------------------- | ------------------------------------ | ------------------------------------ | ------------------------------------ | ------------------------------------ | ------------------------------------ | ------------------------------------ | ------------- |
| K                                     | Tomáš Koubek                         | 1992. augusztus 26. (31 évesen)      | 12                                   | 0                                    | FC Augsburg                          | 2022.11.19-én Törökország ellen      | 1.000.000 €   |
| K                                     | Jiří Pavlenka                        | 1992. április 14. (31 évesen)        | 20                                   | 0                                    | Werder Bremen                        | 2023.09.07-én Albánia ellen          | 3.000.000 €   |
| K                                     | Jindřich Staněk                      | 1996. április 27. (27 évesen)        | 5                                    | 0                                    | Viktoria Plzeň                       | 2022.03.29-én Svájc ellen            | 3.500.000 €   |
| V                                     | Jakub Brabec                         | 1992. augusztus 6. (31 évesen)       | 37                                   | 2                                    | Arisz Szaloníki                      | 2023.09.07-én Albánia ellen          | 2.000.000 €   |
| V                                     | Vladimír Coufal‡                     | 1992. augusztus 22. (31 évesen)      | 38                                   | 1                                    | West Ham United                      | 2023.09.07-én Albánia ellen          | 9.000.000 €   |
| V                                     | David Douděra‡                       | 1998. május 31. (25 évesen)          | 2                                    | 0                                    | Slavia Praha                         | 2023.06.20-án Montenegró ellen       | 1.200.000 €   |
| V                                     | Tomáš Holeš                          | 1993. március 31. (30 évesen)        | 21                                   | 2                                    | Slavia Praha                         | 2023.09.07-én Albánia ellen          | 3.500.000 €   |
| V                                     | Ladislav Krejčí                      | 1999. április 20. (24 évesen)        | 5                                    | 2                                    | Sparta Praha                         | 2023.09.07-én Albánia ellen          | 5.000.000 €   |
| V                                     | Patrizio Stronati                    | 1994. november 17. (28 évesen)       | 3                                    | 1                                    | Puskás Akadémia                      | 2023.06.20-án Montenegró ellen       | 850.000 €     |
| V                                     | Jaroslav Zelený                      | 1992. augusztus 20. (31 évesen)      | 8                                    | 0                                    | Sparta Praha                         | 2023.06.20-án Montenegró ellen       | 1.500.000 €   |
| V                                     | David Zima                           | 2000. november 8. (22 évesen)        | 16                                   | 0                                    | Torino                               | 2023.06.20-án Montenegró ellen       | 5.000.000 €   |
| KP                                    | Václav Černý                         | 1997. október 17. (25 évesen)        | 12                                   | 5                                    | VfL Wolfsburg                        | 2023.09.07-én Albánia ellen          | 8.000.000 €   |
| KP                                    | Alex Král                            | 1998. május 19. (25 évesen)          | 37                                   | 2                                    | Union Berlin                         | 2023.09.07-én Albánia ellen          | 7.000.000 €   |
| KP                                    | Ondřej Lingr                         | 1998. október 7. (24 évesen)         | 7                                    | 0                                    | Feyenoord                            | 2023.09.07-én Albánia ellen          | 4.000.000 €   |
| KP                                    | Lukáš Provod                         | 1996. október 23. (26 évesen)        | 11                                   | 2                                    | Slavia Praha                         | 2023.09.07-én Albánia ellen          | 2.000.000 €   |
| KP                                    | Lukáš Sadílek                        | 1996. május 23. (27 évesen)          | 2                                    | 0                                    | Sparta Praha                         | 2023.06.20-án Montenegró ellen       | 2.000.000 €   |
| KP                                    | Michal Sadílek                       | 1999. május 31. (24 évesen)          | 16                                   | 1                                    | Twente                               | 2023.06.20-án Montenegró ellen       | 4.000.000 €   |
| KP                                    | Tomáš Souček                         | 1995. február 27. (28 évesen)        | 61                                   | 9                                    | West Ham United                      | 2023.09.07-én Albánia ellen          | 35.000.000 €  |
| KP                                    | Lukáš Masopust‡                      | 1993. február 12. (30 évesen)        | 32                                   | 2                                    | Slavia Praha                         | 2022.03.29-én Wales ellen            | 2.000.000 €   |
| CS                                    | Tomáš Čvančara                       | 2000. augusztus 13. (23 évesen)      | 3                                    | 1                                    | Borussia Mönchengladbach             | 2023.09.07-én Albánia ellen          | 4.000.000 €   |
| CS                                    | Adam Hložek                          | 2002. július 25. (21 évesen)         | 24                                   | 2                                    | Bayer Leverkusen                     | 2023.09.07-én Albánia ellen          | 18.000.000 €  |
| CS                                    | Mojmír Chytil                        | 1999. április 29. (24 évesen)        | 7                                    | 4                                    | Slavia Praha                         | 2023.09.07-én Albánia ellen          | 1.500.000 €   |
| CS                                    | Václav Jurečka                       | 1994. június 26. (29 évesen)         | 7                                    | 0                                    | Slavia Praha                         | 2023.09.07-én Albánia ellen          | 1.500.000 €   |
| CS                                    | Jan Kuchta                           | 1997. január 8. (26 évesen)          | 16                                   | 3                                    | Sparta Praha                         | 2023.09.07-én Albánia ellen          | 4.000.000 €   |
| Játékosok értéke összesen:            | Játékosok értéke összesen:           | Játékosok értéke összesen:           | Játékosok értéke összesen:           | Játékosok értéke összesen:           | Játékosok értéke összesen:           | Játékosok értéke összesen:           | 126.550.000 € |
| A keret átlagéletkora:                | A keret átlagéletkora:               | A keret átlagéletkora:               | A keret átlagéletkora:               | A keret átlagéletkora:               | A keret átlagéletkora:               | A keret átlagéletkora:               | 27,1 év       |
| A keret átlag válogatottságok száma:  | A keret átlag válogatottságok száma: | A keret átlag válogatottságok száma: | A keret átlag válogatottságok száma: | A keret átlag válogatottságok száma: | A keret átlag válogatottságok száma: | A keret átlag válogatottságok száma: | 15,4          |
| Szövetségi kapitány: Jaroslav Šilhavý |                                      |                                      |                                      |                                      |                                      |                                      |               |

‡Vladimír Coufal és David Douděra végül nem utazott el a csapattal, helyettük Lukáš Masopust került be a csehek Budapestre utazó keretébe.

## A mérkőzés
A találkozót a budapesti Puskás Arénában rendezték meg 54.444 néző előtt. Az 52. percben megszerezte a vezetést a magyar válogatott: egy bal szélen elvégzett bedobás után Varga tette ki a labdát a bal szélen meglóduló Kerkeznek, aki kiváló ütemben centerezett, az ötös előterében, kissé balról érkező Sallai Roland kapásgólt lőtt a vendégek kapujába. Ez volt a tizenegyedik gólja a válogatottban; (1–0). A 63. percben egyenlítettek a csehek: egy előre vágott labdát Lang röviden fejelt hátra Dibusznak, a labdára Václav Jurečka csapott le és az üres kapuba lőtt; (1–1).
| 2023. szeptember 10. 18:00 |

| Magyarország                                            | 1 – 1               | Csehország                                       |
| ------------------------------------------------------- | ------------------- | ------------------------------------------------ |
| Sallai 52' Kalmár 21' Orbán 51' Sallai 56' Kerkez 90+4' | (0 – 0) Jegyzőkönyv | 63' Jurečka 76' M. Sadílek 86' Provod 87' Kuchta |

| Puskás Aréna, Budapest Nézőszám: 54.444 Játékvezető: Igor Pajač (horvát) |

### Az összeállítások
| Magyarország | Csehország |

| K                        | 1  | Dibusz Dénes       |           |           |
| V                        | 2  | Lang Ádám          |           |           |
| V                        | 6  | Orbán Willi        | 51'       | 60'       |
| V                        | 4  | Szalai Attila      |           |           |
| KP                       | 7  | Nego Loïc          |           | 85'       |
| KP                       | 13 | Kalmár Zsolt       | 21'       | szünetben |
| KP                       | 17 | Callum Styles      |           | 72'       |
| KP                       | 11 | Kerkez Milos       | 90+4'     |           |
| CS                       | 20 | Sallai Roland      | 56'       | 85'       |
| CS                       | 19 | Varga Barnabás     |           |           |
| CS                       | 10 | Szoboszlai Dominik |           |           |
| Cserék:                  |    |                    |           |           |
| V                        | 5  | Fiola Attila       | 60'       |           |
| KP                       | 8  | Nagy Ádám          | szünetben |           |
| CS                       | 21 | Horváth Krisztofer | 72'       |           |
| KP                       | 16 | Kata Mihály        | 85'       |           |
| CS                       | 23 | Csoboth Kevin      | 85'       |           |
| Fel nem használt cserék: |    |                    |           |           |
| K                        | 12 | Demjén Patrik      |           |           |
| K                        | 22 | Szappanos Péter    |           |           |
| V                        | 3  | Balogh Botond      |           |           |
| CS                       | 9  | Ádám Martin        |           |           |
| V                        | 14 | Mocsi Attila       |           |           |
| V                        | 15 | Szalai Gábor       |           |           |
| KP                       | 18 | Szuhodovszki Soma  |           |           |
| Szövetségi kapitány:     |    |                    |           |           |
| Marco Rossi              |    |                    |           |           |

| K                        | 23 | Jindřich Staněk   |     |     |
| V                        | 20 | Patrizio Stronati |     |     |
| V                        | 4  | Jakub Brabec      |     | 58' |
| V                        | 2  | David Zima        |     |     |
| KP                       | 6  | Jaroslav Zelený   |     |     |
| KP                       | 8  | Michal Sadílek    | 76' | 83' |
| KP                       | 22 | Tomáš Souček      |     |     |
| KP                       | 13 | Lukáš Masopust    |     | 58' |
| CS                       | 9  | Adam Hložek       |     | 83' |
| CS                       | 18 | Mojmír Chytil     |     | 72' |
| CS                       | 19 | Václav Jurečka    |     | 71' |
| Cserék:                  |    |                   |     |     |
| V                        | 3  | Tomáš Holeš       | 58' |     |
| KP                       | 14 | Lukáš Provod      | 58' | 86' |
| KP                       | 15 | Lukáš Sadílek     | 83' |     |
| KP                       | 17 | Václav Černý      | 71' |     |
| KP                       | 12 | Ondřej Lingr      | 72' |     |
| CS                       | 11 | Jan Kuchta        | 83' | 87' |
| Fel nem használt cserék: |    |                   |     |     |
| K                        | 1  | Jiří Pavlenka     |     |     |
| K                        | 16 | Tomáš Koubek      |     |     |
| V                        | 7  | Ladislav Krejčí   |     |     |
| CS                       | 10 | Tomáš Čvančara    |     |     |
| KP                       | 21 | Alex Král         |     |     |
| Szövetségi kapitány:     |    |                   |     |     |
| Jaroslav Šilhavý         |    |                   |     |     |

| Asszisztensek: Ivan Mihalj (partvonal) Kristijan Novosel (partvonal) | Negyedik játékvezető: Patrik Kolarić VAR videóbíró: Ante Čuljak VAR asszisztens: Bojan Zobenica |

A mérkőzés statisztikái
| Magyarország |                         | Csehország |
| ------------ | ----------------------- | ---------- |
| 52%          | Labdabirtoklás          | 48%        |
| 1            | Gól                     | 1          |
| 4            | Sárga lap               | 3          |
| 0            | Piros lap               | 0          |
| 1            | Szöglet                 | 4          |
| 2            | Les                     | 1          |
| 70 (38%)     | Támadások száma         | 113 (62%)  |
| 24 (34%)     | Ebből veszélyes támadás | 43 (38%)   |
| 14           | Lövés                   | 11         |
| 7            | Kaput nem talált lövés  | 8          |
| 4            | Kaput eltalált lövés    | 3          |
| 3            | Blokkolt lövés          | 0          |
| 2            | Kapus védés             | 3          |
| 406          | Passz                   | 409        |
| 322          | Sikeres passz           | 330        |
| 79%          | Passz hatékonyság       | 81%        |
| 16           | Szabálytalanságok       | 17         |
| 18           | Szabadrúgás             | 17         |

## Örökmérleg a mérkőzés után
| Sorszám | Időpont     | Helyszín | Eredmény  | Kiírás        |
| ------- | ----------- | -------- | --------- | ------------- |
| 1/2     | 1903.04.05. | Budapest | 2–1 (1–1) | felkészülési  |
| 2/8     | 1906.04.01. | Budapest | 1–1 (0–0) | felkészülési  |
| 3/9     | 1906.10.07. | Prága    | 4–4 (1–1) | felkészülési  |
| 4/11    | 1907.04.07. | Budapest | 5–2 (1–2) | felkészülési  |
| 5/13    | 1907.10.06. | Prága    | 3–5 (3–2) | felkészülési  |
| 6/15    | 1908.04.05. | Budapest | 5–2 (1–0) | felkészülési  |
| 7/759   | 2002.02.12. | Lárnaka  | 0–2 (0–1) | Ciprusi-torna |
| 8/868   | 2012.06.01. | Prága    | 2–1 (1–1) | felkészülési  |
| 9/880   | 2013.08.14. | Budapest | 1–1 (0–1) | felkészülési  |
| 10/982  | 2023.09.10. | Budapest | 1–1 (0–0) | felkészülési  |

| Magyarország |           | Csehország |
| ------------ | --------- | ---------- |
| 4            | Győzelem  | 2          |
| 4            | Döntetlen | 4          |
| 24           | Gólok     | 20         |
| 16/30        | Pontok    | 10/30      |
| 53,3%        | %         | 33,3%      |

Jelölések
- Az eredmények magyar szempontból értendők.
- Tétmérkőzés

Források: , 